# Badiraguato (plaats)
Badiraguato is een plaats in de Mexicaanse deelstaat Sinaloa. Badiraguato heeft 3.562 inwoners (census 2005) en is de hoofdplaats van de gemeente Badiraguato.
Badiraguato wordt vooral geassocieerd met de drugsmaffia. Rond de plaats bevinden zich uitgebreide marijuana- en opiumvelden. De drugsbarons Joaquín Guzmán en Rafael Caro Quintero komen uit de omgeving van Badiraguato.